# Trachylejeunea
Trachylejeunea là một chi rêu trong họ Lejeuneaceae.